# Condyloppia pilosella
Condyloppia pilosella är en kvalsterart som först beskrevs av Balogh 1959.  Condyloppia pilosella ingår i släktet Condyloppia och familjen Oppiidae.

## Underarter
Arten delas in i följande underarter:
- C. p. pilosella
- C. p. longiseta